# Twisted Metal (игра, 1995)
Twisted Metal — видеоигра в жанре аркадных боевых гонок, разработанная компанией SingleTrac Entertainment и изданная Sony Computer Entertainment для игровой системы PlayStation. В Северной Америке игра была выпущена 5 ноября 1995 года, в Европе — 13 января 1996 года, в Японии — 15 ноября 1996 года. В 1996 году была выпущена версия для Microsoft Windows, релиз которой состоялся ограниченным тиражом исключительно в Японии. Североамериканская версия была переиздана 3 марта 1997 года в рамках линейки Sony Greatest Hits. Это первая часть серии Twisted Metal. Сюжет игры сосредоточен на одноимённом соревновании, в котором различные водители на модифицированных транспортных средствах должны уничтожить другие машины, чтобы остаться последним в живых. Победитель встречается с организатором соревнования, загадочным человеком по имени Калипсо, который исполнит одно желание победителя, независимо от цены, размера или даже реальности.

## Игровой процесс
Twisted Metal — видеоигра в жанре гонок на выживание, где игрок управляет одной из двенадцати уникальных машин. Игровой процесс предполагает вождение машины с использованием кнопок и крестовины геймпада для ускорения, торможения, движения задним ходом, активации турбо, выполнения крутых поворотов, а также переключения и использования различного вооружения. Игра включает в себя одиночный режим с сюжетной кампанией и режим дуэлей, позволяющий двум игрокам сразиться на выбранной арене. Для завершения одиночной кампании игроку предстоит последовательно уничтожить всех врагов на шести аренах, которые становятся все больше по размеру и сложнее по мере прохождения. Игра длится до тех пор, пока у игрока не кончатся жизни или пока он не пройдёт все шесть уровней.
Игрок начинает игру с тремя жизнями, которые изображены в виде столбика зелёных квадратов в правом нижнем углу экрана. Длина каждой жизни игрока связана с его шкалой здоровья (расположенной слева от квадратов жизней), которая уменьшается всякий раз, когда автомобиль игрока получает урон от вражеских атак. Игрок может частично пополнить здоровье своей машины, проезжая через синие рампы, называемые «станциями здоровья» (англ. Health Stations), которые расположены в разных местах на игровых уровнях. Установленный уровень сложности игры определяет, какая часть здоровья автомобиля восстанавливается и как быстро станции перезаряжаются после использования игроком. Каждый раз, когда шкала здоровья полностью опустошается, игрок теряет одну жизнь. Если игрок теряет последнюю жизнь, игра заканчивается.
Оружие играет ключевую роль в достижении победы в игре. Все автомобили оснащены парой пулемётов. Они обладают небольшой мощностью, но имеют неограниченный боезапас. Однако пулемёты могут перегреться при слишком длительном непрерывном использовании, о чем предупреждает индикатор перегрева в правом нижнем углу экрана, мигающий красным цветом. Когда индикатор становится полностью красным, пулемёты перестают функционировать, и игроку необходимо дать им остыть, прежде чем их можно будет снова использовать. Дополнительное оружие, разбросанное по игровым локациям, можно подбирать и использовать, если игрок проедет через него. Это оружие включает в себя различные виды ракет, мин, шипов для колёс и масляных пятен. Все автомобили могут нести до 30 единиц оружия.

## Сюжет
Действие игры разворачиваются в Лос-Анджелесе, в канун Рождества 2005 года. Ежегодно 12 лучших водителей со всего мира съезжаются сюда, чтобы принять участие в самом жестоком турнире под названием «Скрежет металла». Организатор турнира — могущественный и таинственный Калипсо, чьё лицо было изуродовано в автомобильной катастрофе. Главный приз в этом турнире — исполнение заветного желания.

## Разработка и издание
Twisted Metal была разработана компанией SingleTrac и спродюсирована Sony Interactive Studios America. Дэвид Яффе, тестировщик, а затем дизайнер Sony Imagesoft (подразделения Sony Computer Entertainment), был назначен руководителем разработки игры для первой домашней консоли компании — PlayStation. Из-за своей заносчивости Яффе испытывал трудности в установлении позитивных отношений с разработчиками в индустрии. Получив последний шанс, Яффе вместе с коллегой-дизайнером Майком Джиамом и их начальником Аланом Беккером из Sony Santa Monica отправился на встречу с компанией Evans & Sutherland в Солт-Лейк-Сити, штат Юта. Evans & Sutherland, фирма, занимающаяся коммерческим и военным компьютерным моделированием, была привлечена Sony для создания трёхмерной игры для новой системы. Первоначально члены команды разработчиков испытывали трудности с генерацией идей для полноценного использования технологий Evans & Sutherland. Возвращаясь со встречи, ведущие дизайнеры, занимавшиеся мозговым штурмом, придумали идею игры, попав в пробку на шоссе Interstate 405, когда представили себе возможность использовать против других автомобилей пушки и ракеты. Яффе вспоминал: «У нас были эти невероятные видения боевика в духе Майкла Бэя или Майкла Манна, происходящего на шоссе 405 в Лос-Анджелесе, с автомобильными сражениями в стиле „Безумного Макса“ и множеством взрывов». Когда идея боёв на машинах была представлена программистам из Юты, руководитель Майкл Д. Джексон предложил концепцию симулятора доставки пиццы, но Яффе отверг её, и в итоге победила более брутальная идея.
Сотрудники Evans & Sutherland присоединились к дизайнерам, образовав компанию SingleTrac весной 1994 года. Получив от Sony аванс в размере 2 миллионов долларов на разработку двух игр для PlayStation и срок менее 12 месяцев, SingleTrac начала одновременно работать над двумя проектами, получившими кодовые названия «Red Mercury» (Warhawk) и «Firestorm» (Twisted Metal). Изначально они задумывались как одна игра. На этапе тестирования игрок мог летать на корабле Warhawk над первой ареной Twisted Metal и стрелять по машинам внизу. Кроме того, вторая и третья арены Twisted Metal изначально представляли собой один большой уровень; дизайнеры сочли его слишком большим для ограниченного количества врагов, что в сочетании с рядом технических проблем побудило их разделить его на два уровня и уменьшить их размеры. Первая арена была спроектирована небольшой, чтобы игроки могли привыкнуть к управлению. Перед утверждением названия игры разработчики рассматривали различные варианты, такие как «Urban Assault», «Cars and Rockets» и «High Octane». SingleTrac также сняла игровые ролики с живыми актёрами для концовки каждого персонажа, но они не были включены в финальную версию игры, поскольку некоторые члены команды разработчиков сочли их слишком оскорбительными. В конечном итоге эти концовки были добавлены в качестве бонусного контента в Twisted Metal Head-On: Extra Twisted Edition для PlayStation 2.
Twisted Metal была впервые показана вместе с Warhawk на первой ежегодной выставке Electronic Entertainment Expo в Лос-Анджелесе, проходившей с 11 по 13 мая 1995 года. Эти две игры были одними из первых проектов для PlayStation, доступных за пределами Японии, и являлись частью масштабной мультимедийной рекламной кампании Sony, приуроченной к западному дебюту игровой системы. Для продвижения игры розничные продавцы и представители прессы получили специальные автомобильные номерные знаки, стилизованные под Twisted Metal. Несмотря на некоторую критику со стороны сотрудников японского отделения Sony Computer Entertainment и фокус-групп непосредственно перед началом маркетинговой фазы, Twisted Metal успешно прошла стадию «золотого» мастер-диска и была завершена с бюджетом в 850 000 долларов. Официальный выпуск Twisted Metal для PlayStation состоялся 5 ноября 1995 года в Северной Америке, 6 января 1996 года в Европе и 15 ноября 1996 года в Японии. Также была разработана версия игры для персональных компьютеров, которая использовалась для демонстрации совместимого с Windows 95 графического ускорителя Nvidia NV1 на конференции Windows Hardware Engineering в 1996 году.

## Критика
| Сводный рейтинг    | Сводный рейтинг |
| Агрегатор          | Оценка          |
| ------------------ | --------------- |
| GameRankings       | 66,88 % (PS)    |
| Иноязычные издания |                 |
| Издание            | Оценка          |
| AllGame            | 4 из 5 (PC)     |
| CVG                | 5 из 5 (PS)     |
| EGM                | 9,25 из 10 (PS) |
| Famitsu            | 17 из 40        |
| GameFan            | 91 % (PS)       |
| Game Informer      | 8,5 из 10 (PS)  |
| GamePro            | 14 из 20        |
| GameRevolution     | B+ (PS)         |
| IGN                | 7 из 10 (PS)    |
| Next Generation    | 4 из 5 (PS)     |
| Maximum            | 3 из 5 (PS)     |
| Hyper              | 88 из 100 (PS)  |

Twisted Metal получила положительные отзывы от критиков, набрав средний балл 66,88 % на сайте GameRankings. Game Revolution высоко оценил экшен игры и разнообразие транспортных средств, но отметил, что графика «немного небрежная». IGN раскритиковал короткую длительность однопользовательского режима, составляющую «всего пару часов», но отметил, что режим для двух игроков «более чем компенсирует недостаток длины однопользовательского режима». Twisted Metal была удостоена звания «Игра 1995 года» от редакторов Electronic Gaming Monthly. Black Widow из GamePro раскритиковала графику за статичную толпу на аренах и трудночитаемый радар, а музыку охарактеризовала как «слабую в целом». Однако она пришла к выводу, что «несмотря на свои недостатки, эта безумная игра весёлая». Maximum высоко оценил различные сильные и слабые стороны транспортных средств и, в особенности, инновационные уровни со свободным перемещением. Он раскритиковали игру за слишком короткую длительность и заключили: «Играбельная игра, но, вероятно, обречённая на безвестность». Рецензент из Next Generation назвал её «ещё одной образцовой игрой для PlayStation» и сказал, что хотя текстурные карты просты, это позволяет действию разворачиваться достаточно быстро, чтобы игроки редко замечали недостаток детализации. Он согласился с Maximum, что игра слишком короткая, утверждая, что даже игроки с посредственными навыками доберутся до последнего этапа примерно за два часа, но посчитал, что неизменное веселье от режима для двух игроков «почти» компенсирует это.
Twisted Metal оказалась коммерчески успешной. К 1996 году Twisted Metal и Warhawk вместе разошлись тиражом более 500 000 экземпляров и принесли издателю Sony около 28 миллионов долларов дохода. На сегодняшний день только в Северной Америке продано более миллиона копий Twisted Metal. В результате в марте 1997 года Sony переиздала игру в рамках своей бюджетной серии Greatest Hits.
Игра была переиздана на других игровых системах через сервис PlayStation Network от Sony: 23 февраля 2011 года в регионе PAL и 12 февраля 2013 года в Северной Америке. Затем она стала доступна на PlayStation 4 и PlayStation 5 18 июля 2023 года.